# Julius Hilgard

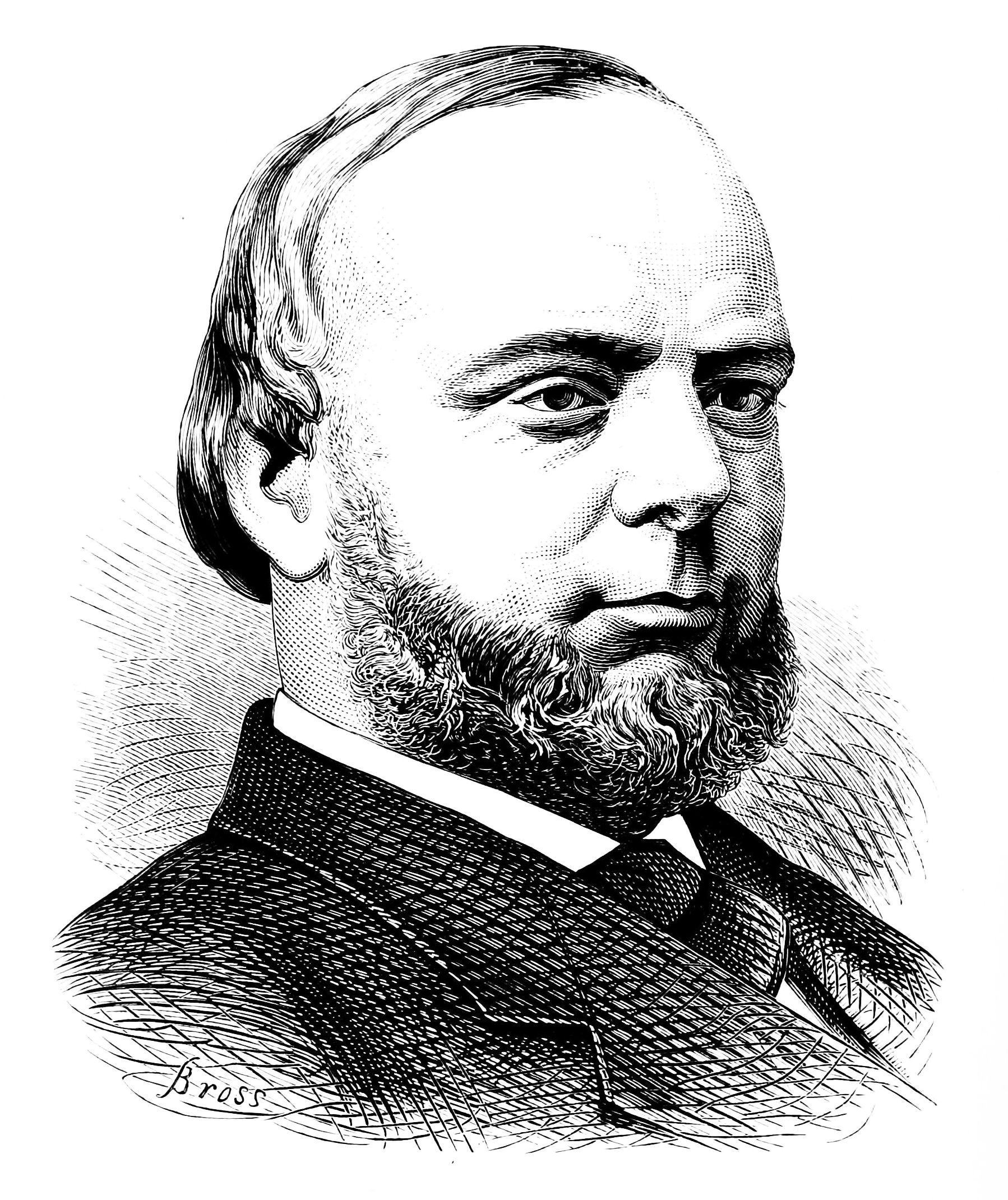
Julius E. Hilgard

Julius Erasmus Hilgard (* 7. Januar 1825 in Zweibrücken, Pfalz; † 8. Mai 1891 in Washington, D.C.) war ein US-amerikanischer Wissenschaftler deutscher Herkunft. Er kam im Alter von zehn Jahren mit seinem Vater, dem Juristen Theodor Hilgard, und neun Geschwistern, darunter Eugene Woldemar Hilgard, in die Vereinigten Staaten und verbrachte seine Jugend auf der elterlichen Farm in Belleville in Illinois.
In Philadelphia studierte er Bauingenieurwesen und Mathematik und nahm eine Professur an der University of Pennsylvania an. Aufgrund seiner Kenntnisse im Vermessungswesen trat er schließlich der US-Küstenvermessungsbehörde (damals United States Coast Survey, heute National Oceanic and Atmospheric Administration, kurz NOAA) bei, deren Vorsitzender er von 1881 bis 1885 war. 1863 gehörte Hilgard zu den Gründungsmitgliedern der National Academy of Sciences, 1874 wurde er in die American Academy of Arts and Sciences gewählt. Seit 1863 war er Mitglied der American Philosophical Society.
Nach Julius Hilgard ist unter anderem das Hilgardtief benannt.